# Cheyenne (Oklahoma)
Pour les articles homonymes, voir Cheyenne.
La ville américaine de Cheyenne est le siège du comté de Roger Mills, dans l’État d’Oklahoma. Lors du recensement de 2010, elle comptait 801 habitants.

## Histoire
La bataille de Washita River a eu lieu à Cheyenne.

## Presse
Le journal local est The Cheyenne Star.

## Anecdote
L'église construite en 1928 a été transformée en restaurant.

## Source
- (en) Cet article est partiellement ou en totalité issu de l’article de Wikipédia en anglais intitulé « Cheyenne, Oklahoma » (voir la liste des auteurs).